# Free-jazz

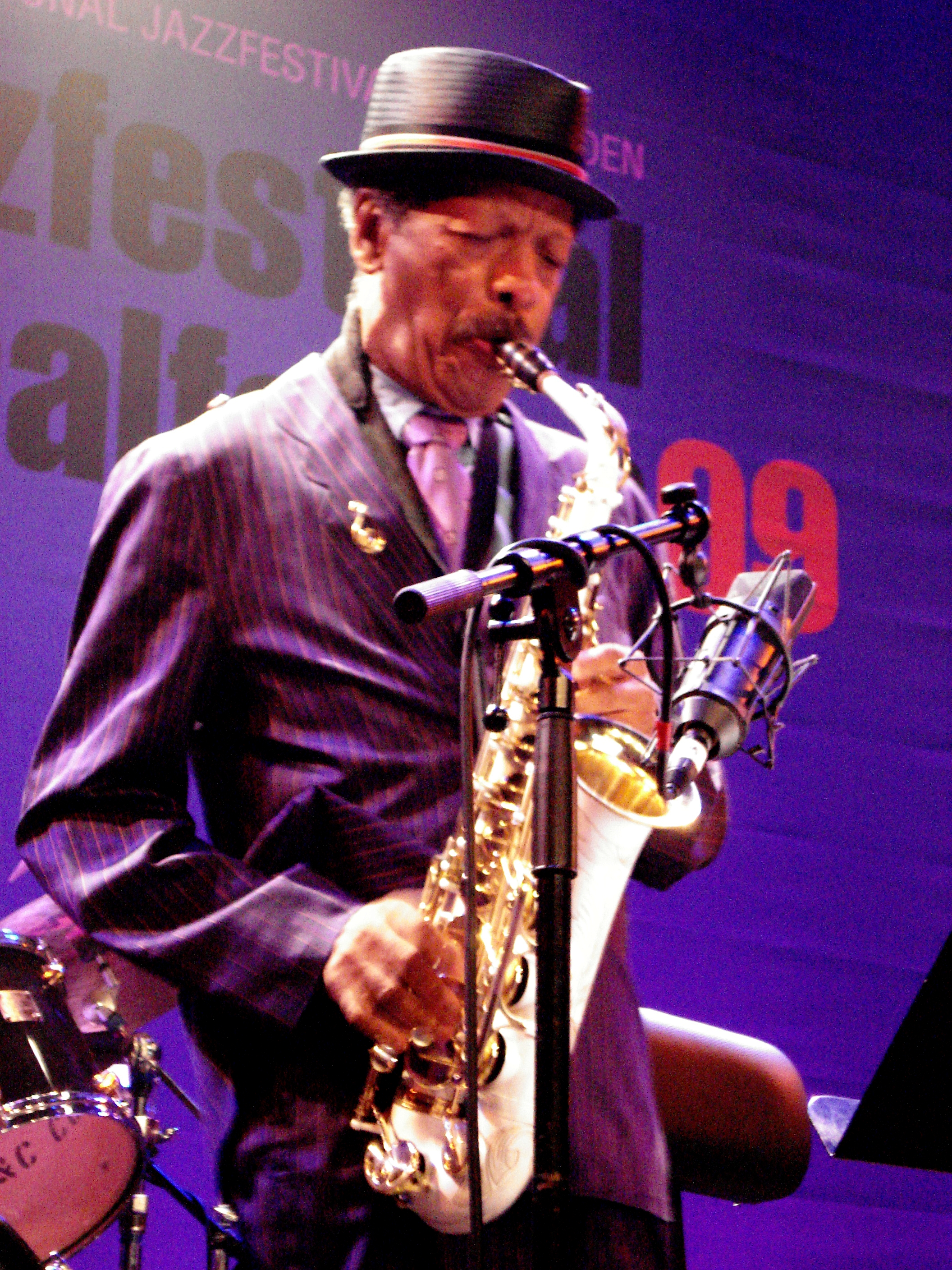
Ornette Coleman, 2009.

El free-jazz (terme anglès; literalment en català, "jazz lliure") és un estil de jazz que es caracteritza per la disminució de la dependència dels límits formals. Es va desenvolupar durant les dècades dels cinquanta i dels seixanta. Els capdavanters de l'estil van ser músics com ara Ornette Coleman, Cecil Taylor, Albert Ayler, Archie Shepp, Bill Dixon i Paul Bley. Tot i que, potser, els exemples més coneguts són les darreres obres de John Coltrane.
Tot i que el free-jazz és sovint associat amb l'època en què va nàixer, hi ha tot un seguit de músics que han mantingut viu l'estil fins a l'actualitat i n'han continuat l'evolució dins del jazz. Cal destacar-ne Peter Brotzmann, Cecil Taylor, Mars Williams, Theo Jörgensmann, Ken Vandermark o William Parker.
Més a prop de casa, hi havia la Intercommunal Free Dance Music Orchestra, una formació dels anys setanta pionera de l'estil a França, liderada pel pianista i compositor François Tusques, i amb el cantant català, Carles Andreu.

## Característiques

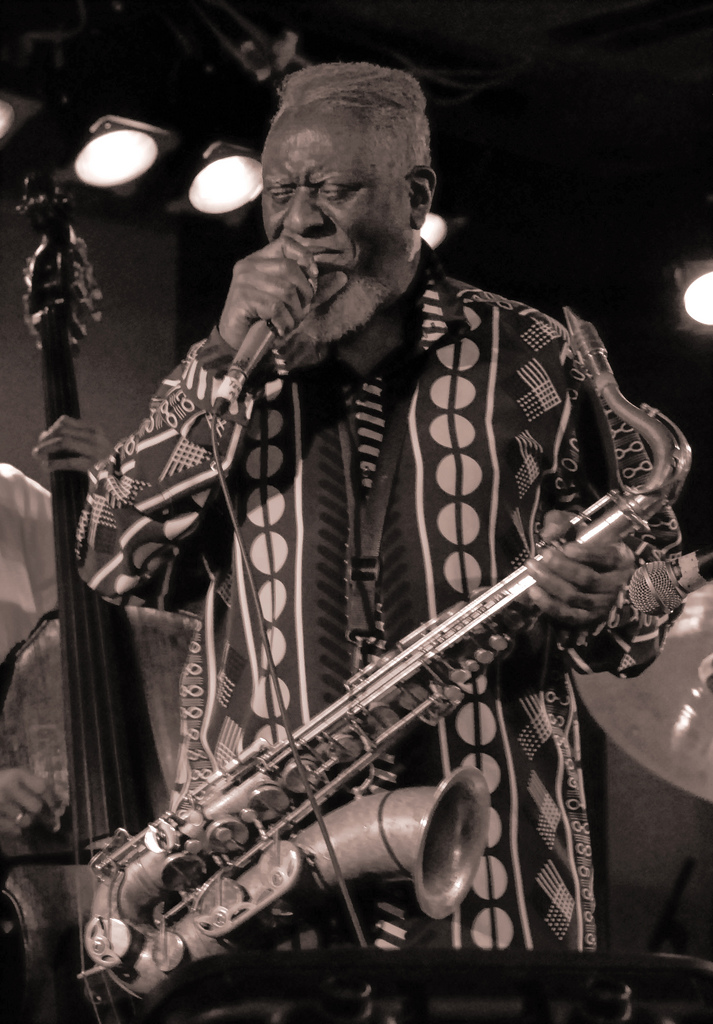
Pharoah Sanders

Alguns músics de jazz es resisteixen a qualsevol intent de classificació. Una de les dificultats és que la major part del jazz té un element d'improvisació. El free jazz mai no va ser completament diferent d'altres gèneres, però el free jazz té algunes característiques úniques. Pharoah Sanders i John Coltrane van fer servir tècniques ampliades per obtenir sons no convencionals dels seus instruments. Com altres formes de jazz, donen mes importància en expressar la "veu" o el "so" del músic, en contraposició a la tradició clàssica en què l'intèrpret es veu més com expressant els pensaments del compositor.
Els estils de jazz anteriors normalment es van construir sobre un marc de formes de cançons, com ara el blues de dotze compassos o la forma de cançó popular AABA de 32 compassos amb canvis d'acords. En el free jazz s'elimina la dependència d'una forma fixa i preestablerta, i s'incrementa el paper de la improvisació.
Altres formes de jazz utilitzen metres regulars i ritmes polsats, generalment en 4/4 o, menys sovint, 3/4. El free jazz conserva la pulsació i de vegades els swings però sense comptador regular. l'acceleració i el tempo freqüents fan un efecte de ritme que es mou com una ona.
Les formes de jazz anteriors utilitzaven estructures harmòniques, normalment cicles d'acords diatònics. Quan es produïa la improvisació, es basava en les notes dels acords. El free jazz gairebé per definició està lliure d'aquestes estructures, però també per definició (al cap i a la fi, és "jazz" tant com "lliure") conserva gran part del llenguatge del jazz anterior. Per tant, és molt habitual sentir frases diatòniques, acords alterats i blues en aquesta música.
El guitarrista Marc Ribot va comentar que Ornette Coleman i Albert Ayler que "tot i que estaven alliberant certes restriccions del bebop, de fet cadascun desenvolupava noves estructures de composició". Algunes formes utilitzen melodies compostes com a base per a la interpretació en grup i la improvisació. Els practicants de free jazz de vegades fan servir aquest material. S'utilitzen altres estructures compositives, algunes complexes. :276
Alguns crítics han vist que el trencament de la forma i l'estructura rítmica coincideix amb l'exposició i l'ús que fan els músics de jazz d'elements de la música no occidental, especialment africana, àrab i índia. Els historiadors i intèrprets de jazz sovint atribueixen l'atonalitat del free jazz a un retorn a la música no tonal del segle XIX, incloent-hi crits de camp, crits de carrer i proclames. Això suggereix que potser l'allunyament de la tonalitat no va ser un esforç conscient per idear un sistema atonal formal, sinó més aviat un reflex dels conceptes que envolten el free jazz. El jazz es va convertir en "lliure" eliminant la dependència de les progressions d'acords i, en canvi, fent servir estructures politempiques i polirítmiques.
El rebuig a l'estètica bop es va combinar amb una fascinació pels estils anteriors del jazz, com el dixieland amb la seva improvisació col·lectiva, així com la música africana. L'interès per la música ètnica va donar lloc a l'ús d'instruments d'arreu del món, com el tambor parlant de l'Àfrica Occidental d'Ed Blackwell i la interpretació de Leon Thomas. Les idees i la inspiració es van trobar en la música de John Cage, Musica Elettronica Viva i el moviment Fluxus.
Molts crítics, sobretot al començament, van sospitar que l'abandonament d'elements familiars del jazz apuntava a una manca de tècnica per part dels músics. El 1974, aquestes opinions eren més marginals i la música havia construït un cos d'escriptura crítica.
Molts crítics han establert connexions entre el terme "free jazz" i l'entorn social nord-americà durant la dècada del 1950 i del 1960, especialment les tensions socials emergents de la integració racial i el moviment dels drets civils. Molts argumenten aquests fenòmens recents com la decisió històrica de Brown contra el Consell d'Educació de 1954, l'aparició del "Viatger de la Llibertat" el 1961, el Freedom Summer de 1963 del registre de votants negres recolzat per activistes i l'alternativa gratuïta Freedom Schools demostren les implicacions polítiques de la paraula "lliure" en el context del free jazz. Així, molts consideren que el free jazz no és només un rebuig a certs credos i idees musicals, sinó una reacció musical a l'opressió i l'experiència dels negres americans.

## Artistes defree-jazz
- Albert Ayler
- Anthony Braxton
- Art Ensemble of Chicago
- Carla Bley
- Charles Gayle
- Charles Mingus
- Derek Bailey
- Don Cherry
- Ed Blackwell
- Eric Dolphy
- Ernest Dawkins
- George Adams
- Globe Unity Orchestra
- Han Bennink
- Joe Harriott
- John Coltrane
- John Gilmore
- John Zorn
- Marshall Allen
- Mike Garson
- Muhal Richard Abrams
- Ornette Coleman
- Roland Kirk
- Scott Fields
- Sun Ra
- Theo Jörgensmann